# 伊藤直純
伊藤 直純（いとう なおずみ、万延元年12月30日（1861年2月9日） - 昭和8年（1933年）8月8日）は、日本の政治家。秋田県横手市生まれ。号は耕余（こうよ）。農村振興、交通網の整備、文化・教育振興など秋田県の近代化を進めた。

## 経歴
出羽国仙北郡金沢中野村に、後に初代金沢村長となる豪農・伊藤兵吉の長男として生まれる。慶応2年（1866年）から横手町の漢学塾「三近堂」で須田水明に学び、明治10年（1877年）に上京し根本通明の私塾で漢学、大沼枕山から漢詩を学ぶ。明治14年（1881年）、父の命で明治天皇巡幸を歓迎するため帰郷。その後再び上京し専修学校（後の専修大学）で学ぶ。卒業後は帰郷し青年会活動に力を入れる。また、明治18年（1885年）に畠山雄三らと馬車鉄道を開業している。
明治20年（1887年）、上京し奥羽鉄道敷設運動のため奔走した後、帰郷し、秋田県議会議員に当選。明治21年（1888年）に再当選し2期目にして副議長となる。明治27年（1894年）に父の跡を継ぎ第3代金沢村長に就任する。明治31年（1898年）に当時議員のいなかった大票田仙北郡の代表として、盟友でもある横手町の現職・沼田宇源太を破り、衆議院議員に当選。憲政党のちに憲政本党に所属。農村出身議員として都市出身議員らに農業関連法の整備の重要性を説き、耕地整理法や産業組合法（現在の農業協同組合法）の成立に尽力した。また、奥羽本線の開通にも携わり、後三年駅の名付け親でもある。
明治39年（1906年）に渡部兵右衛門から土地を寄進され金沢公園を造園。大正10年（1921年）に戎谷南山らと「金沢保古会」を結成するなど、地元金沢町の後三年の役に関する史跡の保存を行った。秋田魁新報に度々小説を書いたり、内科医にして書家として著名な赤星藍城を秋田に招いたりするなど文化的活動に興味を示した。旧制県立横手中学校（現在の秋田県立横手高等学校）の開校に尽力するなどの教育振興も行った。大正8年（1919年）に父が隠居し家督を継いだ。大正10年に父は没するが、この年には皇太子（後の昭和天皇）の来訪を歓迎している。昭和5年（1930年）には彼を称える地域住民たちが金沢公園に朝倉文夫作の胸像を建立した。一族の伊藤政太郎は昭和30年代の横手市議会議員。

## 著作等
存命中刊行
- 「秋田の荒廃は交通の便否に在り」秋田魁新報1889年12月18日号、社説欄。
- 『金沢地誌略』長沼宗恭<編>、伊藤直純<校>、長沼宗恭、横手町、1894年4月。
- 伊藤直純<編> 編『金沢山八幡神社記』保古会、金沢村、1894年5月。
- 伊藤直純<編> 編『現行森林法規』行政法協会、東京、1898年7月。
- 伊藤直純『北羽遊説紀行 : 附 演説筆記』草川要蔵、秋田、1899年8月。 - 秋田県立図書館所蔵
- 伊藤直純『後三年戦蹟誌』保古会、金沢町、1917年。

近年刊行
- 『京游日誌』- 明治20年の上京手記。横手市立図書館に残る。柴崎力栄「伊藤直純『京游日誌』」大阪工業大学紀要人文社会編41-1、1996年、が全文翻刻。